# بيرني ماهر
بيرني ماهر (11 فبراير 1958 في المملكة المتحدة - ) (بالإنجليزية: Bernie Maher)‏ هو لاعب كريكت بريطاني. لعب مع نادي مقاطعة ديربيشاير للكريكت ‏.